# BA-I
BA-I (đôi khi BAI) là một phiên bản xe bọc thép ba trục được phát triển bời Liên Xô. Chỉ có 82 chiếc loại này được chế tạo trong giai đoạn 1932-1934, tuy nhiên thiết kế này đã khởi xướng cho một loạt xe bọc thép hạng nặng của nhà máy Izhorskij: BA-3, BA-6, BA-9 và BA-10. Một số chúng đã được sử dụng trong Thế chiến II, mặc dù đã lỗi thời vào thời điểm đó.

## Lịch sử phát triển
Năm 1931, khung gầm xe 6x4 đầu tiên của Liên Xô được chế tạo, thiết kế dựa trên việc bổ sung các trục sau song song Timken vào khung gầm xeFord AA của Mỹ  và do đó được gọi là Ford-Timken. Điều này ngay lập tức trở thành tiền đề cho sự phát triển của xe bọc thép Liên Xô. Đến cuối năm, quá trình lắp ráp diễn ra tại nhà máy "Gudok Oktyabrya" ở Kanavin, gần Nizhniy Novgorod. Vào mùa thu cùng năm tại cơ sở sửa chữa số 2 ở Moskva thân của BA-27 lần đầu tiên được gắn vào khung gầm mới. Khoảng 20 chiếc xe như vậy đã được chế tạo, có ký hiệu BA-27M. Cùng thời điểm, cùng một khung gầm, nhưng tại nhà máy Izhorskij, vài chục chiếc xe bọc thép D-13 đã được chế tạo, do NI Dyrenkov phát triển.
Năm 1932, kỹ sư PN Syachentov, nổi tiếng với những đóng góp trong lĩnh vực pháo binh, đã thiết kế ra loại xe bọc thép đa năng BAD-2, vừa có thể lội nước vừa có khả năng đi trên đường ray. Một bản sao duy nhất đã được chế tạo, nhưng không được chấp nhận để sản xuất.

## Thiết kế
Năm 1932, tại nhà máy Izhorskij, chiếc xe bọc thép BA-I (I là viết tắt của Izhorskij) được AD Kuzmin bắt đầu phát triển. Trong một số tài liệu, tên của hai thiết kế này được viết giống nhau - BAI. Xe sử dụng cùng một khung gầm Ford-Timken ba trục như những thiết kế tiền nhiệm của nó.

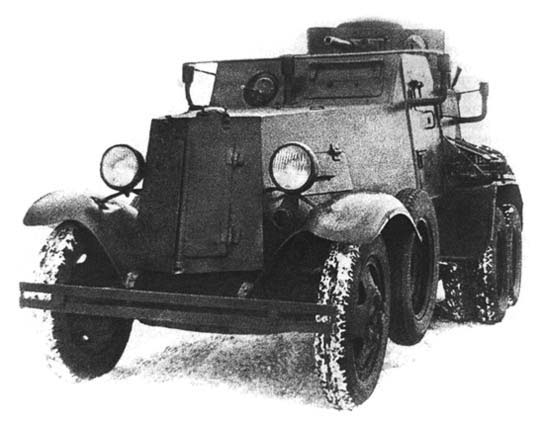
Thử nghiệm xe bọc thép BA-I với đài phát thanh 71-TK-1 được lắp đặt thử nghiệm với ăng ten lan can. Địa điểm thử nghiệm NIIBT ở Kubinka, mùa đông năm 1933

Các bộ phận của thân xe được hàn lại với nhau - một công nghệ tiên tiến thời bấy giờ. Do dạng "bậc" của mái trên thân xe, có thể đặt tháp pháo thấp hơn, làm giảm đáng kể chiều cao tổng thể của phương tiện. Trong tháp pháo hàn hình trụ, có một khẩu pháo 37mm với 34 viên đạn (tương tự như xe bọc thép BA-27 trước đó), và một khẩu súng máy DT trên một giá đỡ rời. Khẩu DT thứ hai được đặt trong tấm giáp trước bên phải của ghế lái. Có các cửa trong thân xe và phía sau để sơ tán kíp lái.
Một ý tưởng thú vị được vay mượn từ chiếc xe bọc thép D-13 trước đó là lắp bánh dự phòng ngay cạnh bánh trước và chỉ cao hơn một chút. Những điều này đã giúp ích khi vượt qua các chiến hào và địa hình hiểm trở. Một sự đổi mới là khả năng chuyển đổi phương tiện sang bán bánh xích bằng cách lắp bánh xích phụ trợ song song với bánh xe phía sau. Ngoài ra, một số xe được trang bị radio. Cả ba ý tưởng này sau đó đã được sử dụng trong tất cả các thiết kế thành công, bao gồm cả BA-10.
Một phiên bản đã được phát triển bằng cách sử dụng khung gầm GAZ-AAA cải tiến. Ngoài ra, một nguyên mẫu biến thể đường sắt BA-IZD đã được chế tạo, nhưng không được chấp nhận đưa vào sản xuất.

## Lịch sử phục vụ
BA-I bắt đầu gia nhập Hồng quân vào giữa năm 1933. BA-I được đưa vào biên chế các đơn vị cơ giới và súng trường, thay thế cho BA-27 trước đó. Ngoài ra, phiên bản BA-Is được cung cấp cho các lữ đoàn súng trường sơn cước. Cho đến Thế chiến II, xe bọc thép BA-I thuộc biên chế của Hồng quân, không được sử dụng trong bất kỳ cuộc xung đột quân sự nào, nhưng chúng thường tham gia các cuộc diễn tập và duyệt binh.
Sau khi phiên bản BA-I trên khung gầm GAZ-AAA được cấy ghép, chúng vẫn được phục vụ trong Hồng quân, mặc dù chúng được khuyến nghị sử dụng làm huấn luyện. Ngoài ra, từ năm này qua năm khác, tình trạng thiếu đạn pháo 37mm Hotchkiss ngày càng nhiều. Kể từ ngày 1 tháng 1 năm 1941, sự hiện diện của BAI-M ở các quân khu khác nhau như sau:
| Quân khu    | Quân khu Oryol | Quân khu Kiev | Quân khu Bắc Caucasian | Quân khu Trung Á | Quân khu Moscow | Quân khu xuyên Baikal | Tổng cộng |
| Số lượng BA | 1              | 11            | 8                      | 7                | 2               | 48                    | 77        |

| Loại      | Quân khu Leningrad | Quân khu Kiev | Quân khu Moscow | Quân khu Bắc Caucasian | Quân khu Oryol | Quân khu Trung Á | Quân khu xuyên Baikal | Tổng cộng |
| --------- | ------------------ | ------------- | --------------- | ---------------------- | -------------- | ---------------- | --------------------- | --------- |
| 1         |                    |               |                 |                        |                |                  | 5                     | 5         |
| 2         |                    | 11            | 5               | 4                      | 1              | 7                | 39                    | 67        |
| 4         | 1                  |               |                 | 1                      |                |                  | 5                     | 7         |
| Tổng cộng | 1                  | 11            | 5               | 5                      | 1              | 7                | 49                    | 79        |

Do đó, vào đầu năm 1941, hầu hết các xe bọc thép BAI-M đều nằm trong các bộ phận của Quân khu Xuyên Baikal. Tuy nhiên, vào tháng 6 năm 1941, một phần các đội hình và đơn vị nằm trong Quân khu Xuyên Baikal đã được gửi đến các quân khu phía tây cùng với các thiết bị tiêu chuẩn, bao gồm cả BAI-M. Vì vậy, vào ngày 22 tháng 6 năm 1941, Quân đoàn cơ giới số 5 của Hồng quân, được thành lập tại Transbaikalia, bao gồm 131 xe bọc thép hạng trung, 22 trong số đó là BAI-M. Đồng thời, tất cả BAI-M đều thuộc sư đoàn xe tăng 13 của quân đoàn cơ giới này.
Là một phần của một số đơn vị, BAI-M đã được sử dụng trong các trận chiến trong giai đoạn đầu của Chiến tranh Vệ quốc Vĩ đại, tuy nhiên, trong sự hỗn loạn của những tuần đầu của trận chiến, chúng nhanh chóng bị mất, giống như hầu hết các loại xe bọc thép của Hồng quân nói chung. Ví dụ, cùng Sư đoàn thiết giáp số 13 của Quân đoàn cơ giới 5 trong một tháng tham chiến ở Belarus từ ngày 8 tháng 7 đến ngày 8 tháng 8 năm 1941, trong số 78 xe bọc thép hạng trung, mất 74 chiếc, trong đó 60 chiếc (31 BA-10, 3 BA-3M, 4 BA-6, 16 BAI-M và 6 BA-20) bị mất trong chiến đấu, 17 (10 BA-10, 4 BA-3, 3 BA-20) - bị bỏ rơi vì lý do kỹ thuật, và 7 chiếc nữa (2 BA-10 và 5 BAI-M) biến mất trong những hoàn cảnh không rõ ràng. Không có dữ liệu chi tiết về việc sử dụng BAI-M của các đơn vị khác, nhưng có thể giả định rằng vào giữa tháng 8 năm 1941, hầu như tất cả chúng đã bị mất.
Việc lực lượng Wehrmacht và các đồng minh của Đệ tam Đế chế sử dụng BA-I bị bắt, mặc dù về nguyên tắc là có thể, nhưng không có bằng chứng tài liệu.
Những chiếc xe bọc thép BAI-M vẫn còn ở Viễn Đông vẫn có thể sống sót sau năm 1941. Đặc biệt, tính đến ngày 20 tháng 8 năm 1942, trung đoàn xe tăng huấn luyện số 7 của Phương diện quân xuyên Baikal, cùng với các trang bị khác, có 9 chiếc BAI-M trong thành phần. Tuy nhiên, không có thông tin nào cho thấy những phương tiện này đã được sử dụng trong trận đánh bại Đạo quân Quan Đông vào tháng 8 năm 1945. Có thể, những chiếc cuối cùng còn lại trong các bộ phận của Phương diện quân xuyên Baikal, BAI-M, không được trang bị vũ khí cho đến năm 1945.
Tính đến năm 2011, không có thông tin về những chiếc xe bọc thép BA-I và BAI-M còn sót lại.

## Nhà khai thác
- Liên Xô
- Đệ nhị Cộng hòa Tây Ban Nha- 7 chiếc[9]. Theo M. Kolomiets 2007[8] và A. Rozin, chỉ có 37 chiếc BA-6, 3 chiếc BA-3 và 20 chiếc FAI được giao cho Tây Ban Nha. 28 tháng 10 năm 1936 chuyển về phía nam đến Cartagena 17 BA-6, 3 BA-3 và 10 FAI và ngày 1 tháng 11 về phía bắc đến Bilbao 20 BA-6 và 10 FAI.[10]

## BA-I trong văn hóa đại chúng
Do số lượng nhỏ và phổ biến thấp, xe bọc thép BA-I không được tìm thấy trong trò chơi điện tử dành riêng cho những cuộc xung đột quân sự của những năm 1930 - 1940.
Các mô hình sao chép bằng nhựa của xe bọc thép được sản xuất bởi Vostochny Express (Nga, tỷ lệ 1:35, số danh mục của nhà sản xuất 35124) và UM (Ukraine, tỷ lệ 1:72, số danh mục của nhà sản xuất 363). Cả hai mẫu đều được làm bằng đúc khuôn áp suất cao (HPC). Mức độ tuân thủ với mô hình ban đầu từ "Orient Express" là cực kỳ thấp, vì bộ này là một bộ bao gồm các bộ phận dành cho thân và khung gầm của chiếc xe bọc thép BA-3 sau này với các bộ phận bổ sung của tháp pháo BA-I. Nói chung cũng vậy, không tương ứng với bản gốc. Mô hình của công ty "UM" có chất lượng cao hơn một chút.